# Helicobia chapadensis
Helicobia chapadensis är en tvåvingeart som beskrevs av Tibana och Guilherme A.M.Lopes 1985. Helicobia chapadensis ingår i släktet Helicobia och familjen köttflugor. Inga underarter finns listade i Catalogue of Life.